# Sophie-Carmen Eckhardt-Gramatté
Pour les articles homonymes, voir Eckhardt.
 (mars 2019).
Sophie-Carmen Eckhardt-Gramatté (en russe : Софья Фридман-Кочевская) est une compositrice, pianiste, violoniste et pédagogue canadienne d'origine russe, née Sofia (ou Sonia) Fridman-Kotchevskaya à Moscou le 6 janvier 1899, morte accidentellement à Stuttgart le 2 décembre 1974. Elle a changé au moins 4 fois de nom. Elle adopte la nationalité canadienne en 1958. 
Au cours de sa vie, elle a énormément voyagé. Originaire de Moscou, elle grandit en Angleterre puis étudie en France au Conservatoire de Paris. Puis, elle se retrouve à Berlin puis elle part pour Barcelone, fréquentant Pablo Casals. Sophie-Carmen Eckardt-Gramatté joue parfaitement du violon et du piano, se produisant ainsi lors de concerts (récital) privées ou publiques. Leopold Stokovski, à la tête de l'Orchestre philharmonique de Philadelphie, l'appelle à se produire sur scène. Elle joue alors ses propres compositions. Ce sera sa dernière apparition publique comme interprète. En tant que compositrice, son corpus compte au moins 175 œuvres. 

## Biographie
En 1909, sa famille s'installe en France, à Paris (après un passage par l'Angleterre), où elle étudie au conservatoire le piano, le violon, ainsi que la composition avec Vincent d'Indy et Camille Chevillard (elle commence à composer durant ces années d'études). Établie ensuite à Berlin (Allemagne), elle épouse en 1920 le peintre allemand Walter Gramatté (1897-1929). Durant ce premier mariage, elle donne régulièrement en Europe des récitals, tant comme pianiste que comme violoniste, tout en composant. Après le décès de Gramatté, elle renonce à sa carrière de soliste pour se consacrer exclusivement à la composition. En 1934, elle se remarie avec le journaliste et historien d'origine autrichienne Ferdinand Eckhardt (de) (1902-1995). 
Leopold Stokowski lui recommanda d'étudier avec Max Trapp à la Preußische Akademie der Künste à Berlin, c'est en 1936 qu'elle suivit son conseil.
Le couple s'établit d'abord à Vienne, avant d'émigrer en 1953 au Canada – dont il prendra la nationalité – et de s'installer à Winnipeg. Là, Sophie-Carmen Eckhardt-Gramatté continue à composer, tout en ayant également des activités d'enseignement.
On lui doit des pièces pour piano (dont sept sonates) et pour violon (dont trois suites et dix caprices), de la musique de chambre (dont trois quatuors à cordes) et des œuvres avec orchestre (notamment deux concertos pour piano, deux autres pour violon, ainsi que deux symphonies et deux symphonies concertantes). Elle laisse à son décès en 1974 des esquisses d'un opéra.

## Œuvres (sélection)

### Pièces pour piano
- 1910 : 14 Alphabet Pieces E 1[note 1] à 14 ; Étude de concert n° 1 E 28 ;
- 1922 : Étude de concert n° 2 E 38 ;
- 1923 : Sonate n° 1 E 45 ;
- 1924 : Sonates n° 2 Biscaya Sonata E 46 et n° 3 E 52 ;
- 1926 : Concerto pour deux pianos seuls E 60 bis (réduction du concerto n° 1 pour piano et orchestre, également de 1926) ;
- 1928 : Sonate n° 4 E 68 ; Arabeske E 73 ;
- 1931 : Caprice n° 1 E 84 ;
- 1932 : Caprice n° 3 E 87 ;
- 1936 : Nocturne E 93 ; Introduction et variations sur un thème de mon enfance E 94 ;
- 1937 : Caprices n° 2 Gute Ruh E 96, n° 4 E 97 et n° 5 E 98 ; Passacaille et Fugue pour deux pianos E 101 ;
- 1939 : Capriccio concertante pour deux pianos E 105 bis ;
- 1947 : Concerto pour deux pianos seuls E 118 (réduction du concerto n° 2 pour piano et orchestre, également de 1947) ;
- 1948 : Caprice n° 6 E 120 ;
- 1950 : Sonate n° 5 E 126 ;
- 1952 : Sonate n° 6 E 130 ;
- 1968 : Sonate n° 7 E 156 (inachevée).

### Pièces pour violon
- 1922 : Suites n° 1 E 41 et n° 2 Badinage E 43 ;
- 1923 : Suite n° 3 Mallorca Suite E 50 ;
- 1924 : Caprices n° 1 E 47, n° 2 E 48 et n° 3 E 49 ;
- 1925 : Concerto pour violon seul E 57 ;
- 1927 : Caprices n° 4 E 63, n° 5 Danse marocaine E 64 et n° 6 El Pajarito E 67 ;
- 1928 : Caprices n° 7 E 69 et n° 8 E 70 ;
- 1929 : Caprice n° 9 E 81 ;
- 1934 : Caprice n° 10 E 90 ;
- 1944 : Duos pour deux violons n° 1 E 108 et n° 2 E 110 ;
- 1968 : Suite n° 4 E 157.

### Musique de chambre
- 1931 : Concerto pour violon et piano seuls E 58 (adapté du concerto pour violon seul de 1925) ;
- 1938 : Quatuor à cordes n° 1 E 103 ;
- 1943 : Quatuor à cordes n° 2 E 107 ;
- 1944 : Duo pour alto et violoncelle E 109 ; Duo pour deux violoncelles E 111 ;
- 1946 : Quatuor à vents E 112 ;
- 1947 : Ruck-Ruck Sonata pour clarinette et piano E 113 ; Trio à cordes ° 1 Triotino E 114 ; Trio à vents n° 1 E 115 ; Trio à cordes n° 2 Nicolas Trio E 116 ;
- 1956 :  Duo concertante pour flûte et violon E 138 ;
- 1959 : Duo concertante pour violoncelle et piano E 146 ;
- 1963 : Quintette à vent E 148 ;
- 1964 : Quatuor à cordes n° 3 E 149 ;
- 1966 : Nonette pour vents et cordes E 151 ;
- 1967 : Trio avec piano E 152 ; Trio à vents n° 2 E 153 ;
- 1974 : Konzertstück pour violoncelle et piano E 164 (réduction de la pièce éponyme pour violoncelle et orchestre, également de 1974).

### Œuvres avec orchestre
- 1920 : Ziganka, ballet-pantomime (avec danseurs) E 36 ;
- 1922 : Ouverture Der Träumende Knabe E 37 ;
- 1925 : Skelettenspiel (Danse du squelette) E 39 ; L'Île E 40 ;
- 1926 : Concerto n° 1 pour piano E 60 ;
- 1928 : Procession funèbre E 74 ;
- 1929 : Concerto n° 1 pour violon E 59 bis (adapté du concerto pour violon seul de 1925) ;
- 1937 : Passacaille et Fugue E 102 (transcription de l'œuvre éponyme pour deux pianos, également de 1937) ;
- 1940 : Symphonie n° 1 en ut E 104 ;
- 1941 : Capriccio concertante E 105 (transcription de la pièce éponyme pour deux pianos de 1939) ;
- 1947 : Concerto n° 2 pour piano E 117 ; Concertino pour orchestre à cordes E 119 ;
- 1948 : Markantes Stück, morceau de concert pour piano E 121 ;
- 1949 : Triple concerto pour trompette, clarinette, basson, orchestre à cordes et timpani E 123 ;
- 1950 : Concerto pour basson E 124 ;
- 1951 : Concerto n° 2 pour violon E 127 ;
- 1952 : Molto sostenuto pour orchestre à cordes E 131 (arrangement du mouvement lent du quatuor à cordes n° 1 de 1926) ;
- 1955 : Concerto pour orchestre E 137 ;
- 1967 : Symphonie concertante avec piano E 154 ;
- 1970 : Symphonie n° 2 Manitoba Symphony E 158 ;
- 1974 : Symphonie concertante avec trompette E 162 ; Konzertstück pour violoncelle E 163.

### Note
1. ↑  La lettre E suivie d'un numéro fait référence au catalogue complet des œuvres de la compositrice (voir le site ci-dessous mentionné en "lien externe").